# (10438) Ludolph
(10438) Ludolph (6615 P-L) – planetoida z pasa głównego asteroid okrążająca Słońce w ciągu 3,34 lat w średniej odległości 2,23 j.a. Odkryta 24 września 1960 roku.